# Лоянський метрополітен
Лоянський метрополітен (кит.: 洛阳轨道交通) — переважно підземна система ліній метрополітену в китайському місті Лоян. Відкритий 28 березня 2021 року метрополітен став другим у провінції Хенань після метро Чженчжоу. Також метрополітен став першим у центральній та північній частині КНР, що був збудований у неголовному місті провінції. 

## Історія
Перші розмови про необхідність будівництва метрополітену в місті почались у 2009 році коли місцева влада замовила комплексний проєкт розвитку транспортної галузі міста. 2014 року влада міста схвалила проєкт будівництва двох ліній метро, але для початку будівельних робіт було необхідне схвалення проєкту центральним урядом. 2016 року Національна комісія з розвитку та реформ остаточно затвердила проєкт. Влітку наступного року розпочалися будівельні роботи на всій трассі Лінії 1, а вже у грудні того ж року почали будувати Лінію 2. Всі тунелі Лінії 1 були побудовані до кінця 2019 року після чого почалося оздоблення станцій та наладка всіх інженерних систем. Перша черга метро в складі 19 станцій відкрилась 28 березня 2021 року.

## Лінії
Станом на листопад 2021 року в місті працює 1 переважно підземна лінія метро (в системі лише 1 естакадна станція). Всі підземні станції мають острівну платформу та обладнані платформними розсувними дверима, естакадна станція має берегові платформи. Лінії мають стандартну ширину колії, живлення потягів здійснюється від повітряної контактної мережі. Систему обслуговують шестивагонні потяги що мають срізний прохід між вагонами. Для розміщення поїздів побудовано два депо за кінцевими станціями Лінії 1. Вартість проїзду залежить від відстані і починається від двох юанів. Метрополітен працює з 6:30 ранку, останній потяг від кінцевих станцій вирушає о 22:30.
| № Лінії | Дата відкриття  | Останне розширення | Кількість станцій | Кінцеві станції          | Довжина в км | К-сть підземних станцій |
| ------- | --------------- | ------------------ | ----------------- | ------------------------ | ------------ | ----------------------- |
| 1       | 28 березня 2021 | —                  | 19                | «Хоншан»—«Янван»         | 25,3         | 18                      |
| 2       | будується       | —                  | 15                | «Еркьюа роад»—«Баллютан» | 18,3         | 15                      |

## Розвиток

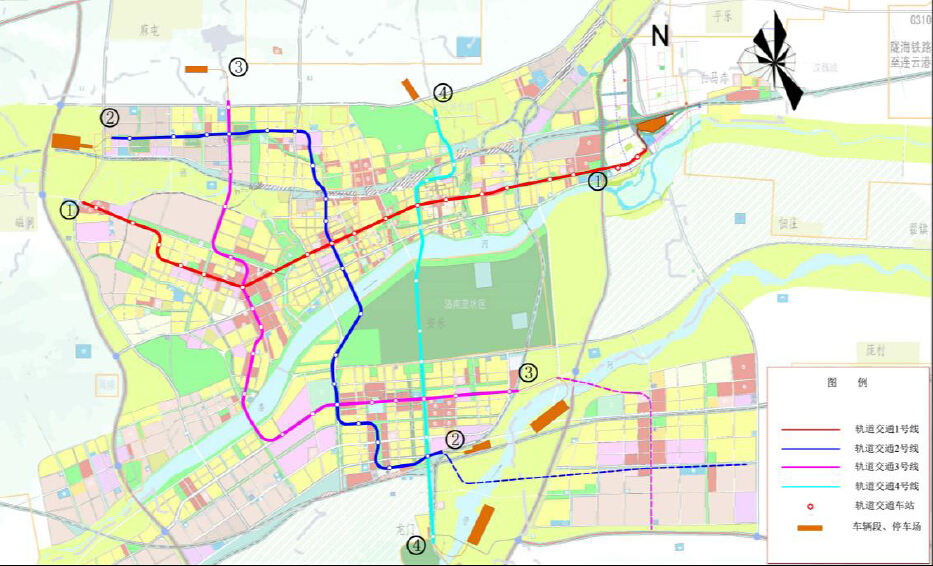
Перспективна схема ліній Лоянського метро

Відкриття повністю підземної Лінії 2 заплановано на кінець грудня 2021 року, одночасно з новою лінією мають відкрити трете в місті метродепо необхідне для обслуговування нової лінії. До кінця 2020-х років заплановано побудувати розширення Лінії 2 в обидва кінця, та будівництво ще двох нових ліній. Крім того обговорюється створення трамвайної мережі та розширенняння системи приміських залізничних ліній.